# Avaliação imobiliária
A avaliação da propriedade imobiliária tem como base uma estimativa de valores, a partilha de bens de uma herança, a compra ou venda de imóveis, o financiamento (hipoteca/hipotecário) na compra ou construção de um imóvel, o estudo económico e financeiro de um projeto de investimento, cálculo de indemnização por expropriação e a determinação de valores para efeitos fiscais, etc.

## Associações Profissionais na Avaliação Imobiliária
A função “Avaliação Imobiliária” existe nos E.U.A desde os tempos coloniais, mas só a partir do final do século XIX académicos e praticantes começaram a estudar e a pensar nas teorias subjacentes à avaliação das propriedades, altura em que os avaliadores privados e da administração pública começaram a investigar e a discutir conceitos e técnicas mais adequados para estimar o valor de uma propriedade com impacto direto na economia. Por exemplo, quando em 1934 foi criada a International Association of Assessing Officers os “métodos de tributação” sobre o imobiliário mudaram de forma radical. 
As associações que se foram formando, bem como as publicações que delas surgiram, vieram definir os conceitos e as regras fundamentais da Avaliação Imobiliária um pouco por todo o mundo. Destacam-se de seguida algumas das principais.
- A Appraisal Foundation é uma organização dos E.U.A., sem fins lucrativos, fundada em 1987, com a missão de promover a qualidade de avaliações, estabelecendo requisitos para a qualificação dos avaliadores profissionais e do desenvolvimento de normas de avaliação.
- O Appraisal Institute é a maior associação profissional norte-americana de avaliadores de imóveis, reunindo mais de 23.000 profissionais de avaliação em quase 60 países em todo o mundo, e foi fundada em 1932 com a missão de apoiar e promover o desenvolvimento dos seus associados, como opção para as questões imobiliárias e o desenvolvimento da certificação profissional, normas para a prática profissional e princípios éticos condizentes com o bem público.
- A Royal Institution of Chartered Surveyors (RICS) é uma associação profissional que engloba todas as atividades profissionais relacionadas com o imobiliário. As primeiras normas publicadas pela RICS são de 1976 – o RICS Appraisal and Valuation Handbook, conhecido como Red Book[1]
- Criado em 1981, o International Valuation Standards Council (IVSC)  é uma organização não governamental, sem fins lucrativos, criada nos E.U.A. Com sede em Londres, é membro da Organização das Nações Unidas (ONU) e reúne as principais entidades de avaliação imobiliária em diversos países.

## As Associações e as Normas Internacionais de Avaliação IVS e as EVS
Das diversas organizações profissionais de avaliação no mundo – (VPO) Valuation Professional Organisations, o IVSC é a única que trabalha com praticamente todas. As suas normas, IVS [34], são consideradas “um padrão para o exercício da profissão de avaliador”, tendo por objetivo servir o interesse público, promovendo o cumprimento e a implementação de normas de elevada qualidade, sendo internacionalmente aceites pelas VPO.
As normas IVS são uma publicação do IVSC e “têm por objetivo enunciar, aclarar e promover os fundamentos, os métodos, as técnicas e os critérios de avaliação que sejam de lógica aceitação universal, indispensáveis para avaliar bens imóveis, bens móveis, empresas e instrumentos financeiros”.

As IVS são o produto do trabalho de um conjunto de associações profissionais de avaliadores de mais de 60 países e são reconhecidas e aceites por diversas organizações tais como o IASB – International Accounting Standards Board, o IFAC – International Federation of Accountants, o Banco Mundial, o FMI – Fundo Monetário Internacional, a OMC – Organização Mundial do Comércio e o Comité de Basileia e foram aceites ou adoptadas na União Europeia, onde o TEGoVA – The European Group of Valuers Associations as incorpora nas EVS – European Valuation Standards, no Reino Unido e em grande parte da Comunidade Britânica, onde foram incorporadas pela RICS – Royal Institution of Charters Surveyors nas suas normas.
As IVS foram concebidas como um documento vivo em permanente evolução e por isso são submetidas a atualizações frequentes.
A TEGoVA é uma associação pan-europeia, de fins não lucrativos, com sede em Bruxelas. Reúne mais de 70 associações e instituições de avaliação imobiliária distribuídas por 37 países, representando mais de 70.000 peritos avaliadores.
A TEGoVA é responsável, desde 1980, pelas normas European Valuation Standards (EVS), também conhecidas por (Blue Book). A mais recente edição destas normas é de 2020.
O European Valuation Standards Board (EVSB) é o comité responsável pela redação das EVS, tendo em especial atenção as leis e diretrizes da União Europeia.
O principal objetivo das normas europeias EVS é “garantir a implementação, para todos os avaliadores que atuam nos mercados europeus, de regras que assegurem uma maior objetividade nas avaliações quer em mercados imobiliários quer em mercados de outro tipo de ativos”. As EVS incorporam ainda normas específicas emanadas pela União Europeia para o espaço europeu.

## A Avaliação Imobiliária em Portugal e no Brasil
Em Portugal, até há muito pouco tempo, a Avaliação Imobiliária era uma atividade relacionada com as partilhas de heranças, desenvolvida pelos “louvados”, isto é, pessoas sem formação específica, amiúde sem qualquer formação, cujas “…condições para exercer a atividade assentavam na honradez da pessoa, na ausência de conflitos de interesses e […] no bom senso”, conforme se pode ler no artigo “Avaliações: novos desafios”, publicado na revista Ingenium da Ordem dos Engenheiros de Portugal.
As alterações políticas, económicas e sociais decorrentes do 25 de Abril de 1974 e o défice crónico de habitação condigna para a grande maioria da população originaram o aumento significativo da construção de casas destinadas, na falta de mercado de arrendamento, à habitação pelos seus proprietários. Como os potenciais compradores não tinham capacidade económica para as comprar, recorriam ao crédito, garantido por hipoteca, bonificado pelo Estado na maioria das vezes.
Apareceram, então, os primeiros técnicos, ainda sem formação específica, normalmente licenciados em Engenharia Civil, grande parte dos quais integrava os quadros dos Bancos especializados em crédito imobiliário onde eram iniciados nos meandros da Avaliação. De facto, os Bancos eram as únicas ‘escolas’ nestas matérias, embora o ensino fosse ministrado pela prática e pela transmissão oral de conhecimentos.
Contudo, o crescimento explosivo do Crédito à Habitação praticado pela maioria dos Bancos e, em consequência, a necessidade crescente da banca recorrer às avaliações dos prédios constituídos como garantias dos empréstimos, determinou que a partir de meados dos anos 80 do século passado se verificasse uma evolução assinalável na divulgação das melhores e mais modernas técnicas da Avaliação Imobiliária com a chegada ao sector de avaliadores interessados em acompanhar o que já se fazia noutras paragens.
Em 1989, com o financiamento do Fundo Social Europeu, foi ministrado no Instituto Superior Técnico o primeiro curso sobre Avaliações Imobiliárias. Dois anos mais tarde surgiu a Associação Portuguesa dos Peritos Avaliadores de Engenharia (APAE), primeira associação profissional de avaliadores em Portugal, pioneira na organização de congressos e outras ações de formação posteriormente continuadas por outras instituições que patrocinaram inúmeros cursos de especialização e até mesmo licenciaturas neste domínio. Mais recentemente, com objetivos semelhantes, foram criadas a Associação Nacional de Avaliadores Imobiliários (ANAI) e a Associação Profissional das Sociedades de Avaliação (ASAVAL).
A oferta de serviços de avaliação também sofreu uma alteração estrutural assinalável: começando por ser prestada por profissionais liberais que atuavam isoladamente, foi dando lugar a escritórios, em alguns casos, extensões de empresas estrangeiras, que contratavam colaboradores para os seus quadros. Em resultado disto, a atividade de Avaliador Imobiliário, circunscrita nos anos 80 a um número reduzido de técnicos, passou progressivamente a atrair um maior número de profissionais.
A entrada destes grandes escritórios contribuiu obviamente para uma maior divulgação das metodologias e dos conceitos mais modernos da Avaliação que integram algumas normas internacionais: as International Valuation Standards (IVS), as European Valuation Standards (EVS) e as RICS Valuation Standards.
Apesar dos progressos assinaláveis que se observaram nas duas últimas décadas quanto ao número de técnicos com melhor formação específica, há ainda dois aspectos a considerar que condicionam muito a ação do avaliador em Portugal: por um lado, a organização e manutenção de bases de dados fiáveis que facilitem as condições de trabalho dos técnicos; e, por outro lado, a falta de um conjunto normativo que não só enquadre a atividade profissional (acesso à profissão, direitos e deveres do avaliador, responsabilidade civil, etc.), mas também normalize a avaliação propriamente dita (sistematização de procedimentos, uniformização de conceitos e critérios, definição das condições de aplicabilidade de metodologias, etc.).
Esta última situação está ultrapassada em vários países, nos quais a atividade do avaliador está devidamente enquadrada quer por organismos emergentes da própria classe, quer por entidades oficiais com poderes públicos conferidos pelo Estado. Por exemplo, o Brasil dispõe, para além de normas nacionais, de normas emitidas por organismos de classe. Nos Estados Unidos da América, o APPRAISAL INSTITUTE, em conjunto com o APPRAISAL INSTITUTE OF CANADA e mais sete organizações estaduais, para além de publicarem diversos manuais de utilização, organizaram-se na THE APPRAISAL FOUNDATION, responsável pelas Uniform Standards of Professional Appraisal Practice (USPAP), uma súmula normativa equivalente às IVS. Em Espanha, a ORDEN ECO/805/2003 emite normas de avaliação de bens imóveis a utilizar para finalidades financeiras.
Em Portugal, sabe-se de um estudo feito numa tese apresentada no âmbito de um MBA em Gestão da Construção e do Património Imobiliário, que decorreu na Universidade do Minho, para a criação de um conjunto integrado de normas que “permitissem melhorar a teoria e a prática da avaliação”. Deste estudo não são reconhecidos resultados práticos subsequentes.
Resta apenas legislação dispersa da responsabilidade de algumas das próprias entidades requerentes de avaliações: o Regulamento da Comissão do Mercado de Valores Mobiliários (CMVM) n.º 8/2002, alterado pelos Regulamentos da CMVM n.º 1/2017 e n.º 3/2020, que estabelece normas a aplicar nas avaliações de imóveis integrantes de Fundos de Investimento Imobiliário, a Norma n.º 9/2007-R de 28 de Junho do Instituto de Seguros de Portugal (ISP), que define os procedimentos a respeitar na avaliação de terrenos e de edifícios de Companhias de Seguros e de Fundos de Pensões, e o Aviso n.º 5/2006 do Banco de Portugal (BdP), que estabelece regras para a avaliação dos prédios que são colaterais de obrigações hipotecárias emitidas pelas Instituições de Crédito (IC). As disposições destes regulamentos, no que concerne ao acesso e ao exercício da atividade dos peritos avaliadores, foram agregadas pela Lei n.º 153/2015, de 14 de Setembro, que regula o acesso e o exercício da atividade dos peritos avaliadores de imóveis que prestem serviços a entidades do sistema financeiro da área bancária, mobiliária, seguradora e resseguradora e dos fundos de pensões. Trata-se, obviamente, de um documento importante, porque integra os sectores da nossa economia com maior peso entre os requerentes de avaliações imobiliárias.
A Direção-geral do Tesouro e Finanças também publicou os “Critérios e Normas Técnicas a Adoptar nas Avaliações de Imóveis” [36] com o objetivo de disciplinar as avaliações de imóveis no âmbito das suas atribuições (publicados por determinação do disposto na Portaria n.º 878/2009, de 21 de Setembro, do Ministério das Finanças).
Como se vê, em Portugal, está-se muito longe de uma situação ideal e que poderia passar por um normativo patrocinado, eventualmente, por um organismo de classe conforme com um dos normativos supranacionais existentes.
No Brasil, a avaliação de imóveis começou a ser regulamentada na década de 1930, pela Lei Federal nº 23.569 de 11/12/1933, na qual são feitas as atribuições das profissões de Engenheiro, Agrimensor, e Arquiteto, reservando a estes a execução de perícias e arbitramentos. Essas atribuições foram ainda expandidas na lei nº 5.194/66, e pelas resoluções nº 218 e 345 do CONFEA. De acordo com a resolução nº 345 supracitada, tem-se que:
“[...]são de atribuição privativa dos engenheiros em suas diversas especialidades, dos arquitetos, dos engenheiros agrônomos, dos geólogos, dos geógrafos e dos meteorologistas, registrados nos Conselhos Regionais de Engenharia, Arquitetura e Agronomia - CREA, as atividades de vistorias, perícias, avaliações e arbitramentos relativos a bens móveis e imóveis, suas partes integrantes e pertences, máquinas e instalações industriais, obras e serviços de utilidade pública, recursos naturais e bens e direitos que, de qualquer forma, para a sua existência ou utilização, sejam de atribuição dessas profissões.”
Aos corretores de imóveis, é facultada apenas a emissão de opiniões técnicas de valor, que não podem ser consideradas como avaliações, visto que estas opiniões não são fundamentadas na norma vigente de avaliação, nem esse profissionais possuem a capacitação para realizar as análises técnicas e estatísticas necessárias para valoração de bens imóveis de forma adequada. Soma-se a isso o fato de que muitas vezes esses profissionais, pela atribuição da profissão, podem possuir interesses na negociação de tais imóveis, fazendo destes uma das partes interessadas em uma avaliação, comprometendo a sua imparcialidade. É comum que corretores de imóveis cobrem uma porcentagem do valor do imóvel para elaborar uma avaliação, prática esta que é vetada pelo código de ética do IBAPE, visto que os honorários pagos para a realização de uma avaliação devem ser definidos a priori de sua elaboração, de forma a garantir a imparcialidade do profissional independente do valor encontrado na avaliação.
Em 1938, durante a gestão do prefeito Francisco Prestes Maia, que desejava realizar um projeto de renovação urbana na cidade de São Paulo, o campo ganha destaque dentro da engenharia, em vista à necessidade de realização de desapropriações para projetos de interesse público. 
O IBAPE – Instituto Brasileiro de Avaliações e Perícias de Engenharia, criado em 1957, é uma entidade de carácter técnico cujas primeiras intervenções estão intimamente ligadas ao desenvolvimento das atividades dos profissionais da engenharia e da arquitetura no domínio da avaliação de bens e de peritagens técnicas.
O IBAPE foi inicialmente, além da Caixa Econômica Federal e a Diretoria de Serviços do Patrimônio da União do Ministério da Fazenda foram os primeiros responsáveis pela elaboração de normas brasileiras no âmbito da avaliação de bens imóveis.
A primeira norma de avaliação brasileira com abrangência nacional foi publicada como o projeto de norma P-NB-74 em 1954, permanecendo como projeto até a criação da norma NB 502/77, em 1977. Atualmente a norma brasileira vigente de avaliação de bens imóveis é a ABNT NBR 14.653, a qual dispõe sobre avaliação de bens móveis, imóveis, empreendimentos, patrimônio histórico e artístico, entre outras especialidades. Todos os serviços de avaliação devem seguir os prepostos dessas normas, exceto em casos em que o bem avaliando não se enquadre dentro da norma, de forma que o seu não enquadramento deve ser justificado.
Constituído por milhares de engenheiros e arquitetos, e integrando dezoito Institutos, o IBAPE integra o Colégio de Entidades do CONFEA – Conselho Federal de Engenharia e Agronomia, e é associado da UPAV e do IVSC.

## Objetivos da avaliação
Os bens imobiliários podem ser avaliados segundo várias perspectivas e conduzir a valores diferentes, devendo estabelecer-se à partida o objetivo da avaliação, sendo os mais correntes:
- Avaliações no âmbito da atividade creditícia
- Avaliações no âmbito das expropriações por utilidade publica
- Avaliações no âmbito fiscal
- Avaliações no âmbito do processo civil
- Avaliações no âmbito da atividade seguradora
- Avaliações no âmbito das transações
- Avaliações no âmbito do investimento
- Avaliações patrimoniais de particulares e empresas
- Outras

## Tipos de valor de avaliação
Consequentemente de acordo com o âmbito, objetivo da avaliação e tipo de imóvel ou propriedade a avaliar podem ser determinados (estimados) diversos valores, sendo os mais correntes os seguintes:
- Valor venal ou de capital
- Valor de mercado
- Valor locativo ou de rendimento
- Valor residual
- Valor efetivo ou atual
- Valor potencial óptimo
- Valor patrimonial tributário
- Outros

## Abordagens de avaliação
De acordo com o objetivo da avaliação são utilizadas três abordagens para determinar o valor da avaliação:
- Abordagem pelo Mercado
- Abordagem pelo Custo
- Abordagem pelo Rendimento
- Embora existam certas diferenças na aplicação, e maiores diferenças na nomenclatura, de facto, há apenas três abordagens para a avaliação quer de terrenos quer de construções: a Abordagem do Mercado, a Abordagem do Rendimento e a Abordagem do Custo[5]. Na Abordagem do Mercado também conhecida por Abordagem Comparativa, «a avaliação é feita comparando o avaliando com testemunhos recolhidos no mercado de transações que preencham os critérios da base de valor relevante». A estes testemunhos dá-se o nome de comparáveis.  Na Abordagem do Rendimento incluem-se todos os métodos de avaliação em que «o valor do capital é encontrado capitalizando ou descontando o rendimento futuro estimado que é gerado pela propriedade, tenha ele origem numa renda ou no resultado da atividade económica instalada na propriedade».  A Abordagem do Custo «fornece uma indicação de valor com base no princípio económico de que um comprador não pagará mais por uma propriedade do que pelo custo de uma propriedade de igual utilidade, seja obtida por compra ou por construção, incluindo o custo dos terrenos que possibilitem a construção. Muitas vezes será necessário retificar o valor da propriedade para atender à sua obsolescência quando comparada com outra em estado de novo e que lhe seja equivalente».

## Métodos de Avaliação
A menos que haja legislação aplicável, o avaliador é, como se referiu, livre para escolher o método ou os métodos que, no seu juízo, são mais apropriados quer para o tipo da propriedade avaliada quer para os propósitos da avaliação.
Não se deve confundir os métodos com os procedimentos ou técnicas utilizadas: os métodos definem os princípios que se adoptam para atingir o resultado e as técnicas constituem as ferramentas analíticas, de natureza normalmente matemática, que permitem concretizá-las.
Uma descrição pormenorizada dos métodos pode ser encontrada no tratado de Avaliação Imobiliária (Capítulo 4)

## Noutros países

### Estados Unidos
A prática da avaliação nos Estados Unidos é regulamentada pelo governo. A Appraisal Foundation (TAF) é o principal organismo de normalização; o seu Appraisal Standards Board (ASB) promove e actualiza as melhores práticas codificadas nas Uniform Standards of Professional Appraisal Practice (USPAP), enquanto o seu Appraisal Qualifications Board (AQB) promulga normas mínimas para a certificação e licenciamento dos avaliadores.

### Alemanha
Na Alemanha, a avaliação de imóveis é conhecida como avaliação imobiliária (Immobilienbewertung). Os avaliadores de imóveis (Immobilienbewerter ou Gutachter) podem candidatar-se para se tornarem avaliadores de imóveis qualificados (peritos oficialmente nomeados e ajuramentados). No entanto, este título, outrora muito importante, perdeu grande parte da sua importância nos últimos anos, mas ainda tem algum valor nos processos judiciais. Geralmente, o título não é exigido para as avaliações.
Organismos de controlo

### Rússia
As actividades dos avaliadores são regulamentadas pela lei federal "Sobre as actividades de avaliação na Federação Russa".
Os conselhos de peritos dos conselhos de peritos dos avaliadores das SRO decidem sobre as avaliações aprovadas pelos avaliadores em caso de litígio. Em regra, os tribunais oficiais concordam com as decisões desses conselhos. Nalguns casos raros, a aprovação dos conselhos de peritos das SRO é também necessária para que uma avaliação efectuada por um determinado avaliador produza efeitos.